# 柳原尋美
柳原尋美（1979年10月19日—1999年7月16日）是日本女性偶像、歌手及藝人。千葉縣出身，Country Girls前成員。1999年7月16日因車禍離世。

## 生平
柳原在1998年正式加入早安家族前有出演早安家族的電影《早安刑事。擁抱我HOLD ON ME!》，此外也出演三項早安家族的電視劇。
1999年，參與由淳君和田中義剛在節目播出的甄選活動，並在北海道的花畑牧場與其他八人進行唱跳訓練，最終與小林梓、戶田鈴音被選為鄉村少女組。（後來的Country Girls）的初始成員，參與《二人的北海道》的專輯錄製，並於同年7月23日推出。
但在推出《二人的北海道》專輯一星期前（1999年7月16日），柳原在中札內村獨自駕駛三菱Pajero前往花畑牧場練舞時，因為行車失誤而造成車禍，柳原隨著被拋出車外，最後因此引發張力性氣胸和急性心臟衰竭而急逝，享年19歲，成為早安家族首位以及目前唯一逝世的成員。

## 軼事
- 柳原喜歡螃蟹，在和平家充代和早安少女組。隊長中澤裕子見面時贈予帝王蟹為見面禮，希望三人可以一起享用。